# Liste des aéroports les plus fréquentés à Taïwan
Cet article dresse une liste des aéroports les plus fréquentés sur l'île de Taïwan .  

## En graphique
Pour des raisons techniques, il est temporairement impossible d'afficher le graphique qui aurait dû être présenté ici.

Voir la requête brute et les sources sur Wikidata.

## Liste
| Rang | Nom                                  | Ville desservie                | IATA/ICAO | Passagers  | Fret (t)    | Vols    |
| ---- | ------------------------------------ | ------------------------------ | --------- | ---------- | ----------- | ------- |
| 1.   | Taiwan Taoyuan International Airport | Taoyuan / New Taipei / Hsinchu | TPE/RCTP  | 46,535,180 | 2,322,820.0 | 256,069 |
| 2.   | Aéroport international de Kaohsiung  | Kaohsiung / Pingtung           | KHH/RCKH  | 6,973,845  | 73,541.6    | 60,155  |
| 3.   | Aéroport de Taipei Songshan          | Taipei / New Taipei / Keelung  | TSA/RCSS  | 6,225,932  | 47,132.9    | 58,056  |
| 4.   | Aéroport de Taïchung                 | Taichung / Changhua            | RMQ/RCMQ  | 2,638,774  | 3,757.1     | 30,838  |
| 5.   | Aérodrome de Magong                  | Penghu (Îles Pescadores)       | MZG/RCQC  | 2,528,820  | 6,182.7     | 38,958  |
| 6.   | Aéroport de Kinmen                   | Kinmen                         | KNH/RCBS  | 2,429,828  | 6,778.1     | 32,874  |
| 7.   | Aéroport de Tainan                   | Tainan                         | TNN/RCNN  | 475,844    | 757.6       | 6,367   |
| 8.   | Aéroport de Taitung                  | Taitung                        | TTT/RCFN  | 327,107    | 241.4       | 42,857  |
| 9.   | Aéroport de Matsu Nangan             | Nangan, Lianjiang              | LZN/RCFG  | 303,931    | 1,330.7     | 5,089   |
| 10.  | Aéroport de Hualien                  | Hualien                        | HUN/RCYU  | 192,900    | 156.8       | 4,193   |
| 11.  | Aéroport de Matsu Beigan             | Beigan, Lianjiang              | MFK/RCMT  | 92,203     | 374.1       | 2,018   |
| 12.  | Aéroport de Chiayi                   | Chiayi / Taibao                | CYI/RCKU  | 83,032     | 189.6       | 1,483   |
| 13.  | Aéroport de Lanyu                    | Lanyu, Taitung                 | KYD/RCLY  | 49,617     | 41.5        | 3,316   |
| 14.  | Aéroport de Lüdao                    | Lüdao, Taitung                 | GNI/RCGI  | 25,871     | 27.4        | 2,702   |
| 15.  | Aéroport de Qimei                    | Qimei, Penghu                  | CMJ/RCCM  | 19,723     | 4.2         | 1,990   |
| 16.  | Aéroport de Wang-an                  | Wang'an, Penghu                | WOT/RCWA  | 1,524      | 0           | 186     |
| 17.  | Aéroport de Hengchun                 | Hengchun, Pingtung             | HCN/RCKW  | 0          | 0           | 42      |